# Orobanche lucorum
Il succiamele del crespino (nome scientifico Orobanche lucorum A.Braun ex F.W.Schultz, 1830)  è una pianta parassita, appartenente alla famiglia delle Orobanchaceae.

## Etimologia
Il nome generico (Orobanche) deriva da due termini greci òrobos (= legume) e anchéin (= strozzare) e indicano il carattere parassitario di buona parte delle piante del genere di questa specie soprattutto a danno delle Leguminose (nell'antica Grecia questo nome era usato per una pianta parassita della "veccia" - Vicia sativa). L'epiteto specifico (lucorum) deriva dal latino e significa "dei boschi e delle foreste" e fa riferimento al suo habitat tipico.
Il nome scientifico di questa specie è stato definito per la prima volta dal botanico tedesco Friedrich Wilhelm Schultz (1804-1876) perfezionato in seguito dal botanico tedesco Alexander Karl Braun (1805-1877) nella pubblicazione " Ann. Gew. Regensb. v. (1830) 504." del 1830.

## Descrizione

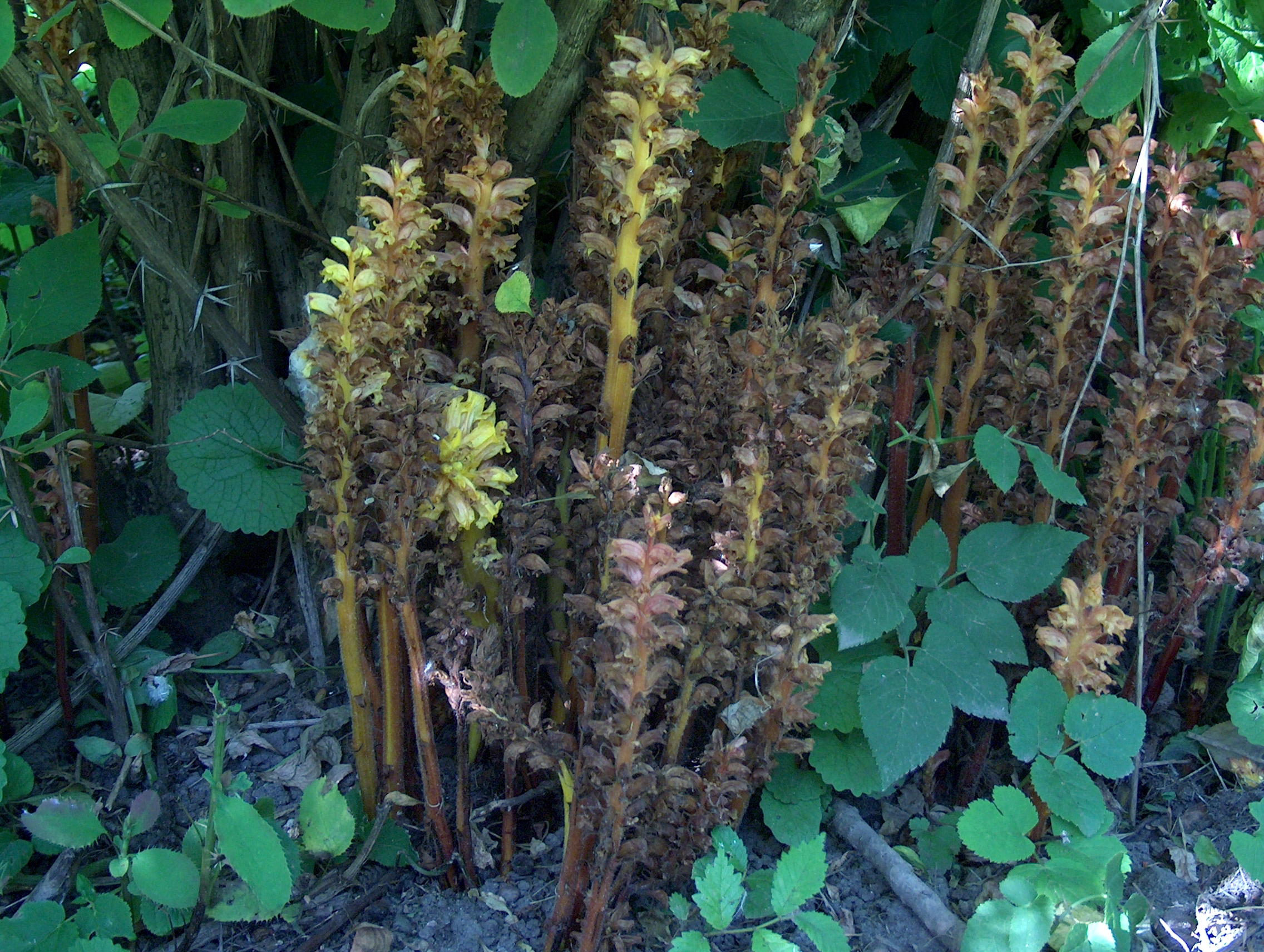
Habitus e habitat

Queste piante sono alte da 15 a 50 cm. La forma biologica è terofita parassita (T par), sono piante erbacee che differiscono dalle altre forme biologiche poiché, essendo annuali, superano la stagione avversa sotto forma di seme e sono munite di asse fiorale eretto e spesso privo di foglie. In questa specie sono presenti anche piante con forme biologiche perenni tipo geofite parassite (G par), sono piante provviste di gemme sotterranee e radici che mostrano organi specifici per nutrirsi della linfa di altre piante. Non contengono clorofilla per cui nel secco si colorano di bruno.

### Radici
Le radici sono fascicolate e si diramano da un bulbo o rizoma centrale. Nella parte finale sono provviste di austori succhianti che parassitano l'apparato radicale delle piante ospiti.

### Fusto
La parte aerea del fusto è eretta, semplice (non ramosa) e subglabra; la forma è scanalata. Gli scapi terminali sono sempre fioriferi (mai sterili).

### Foglie
Le foglie sono ridotte a delle squame prive di clorofilla (non sono fotosintetizzanti) spiralate ed hanno delle forme da lanceolate a lineari. Dimensione delle foglie: larghezza 3 – 5 mm; lunghezza 15 – 30 mm.

### Infiorescenza

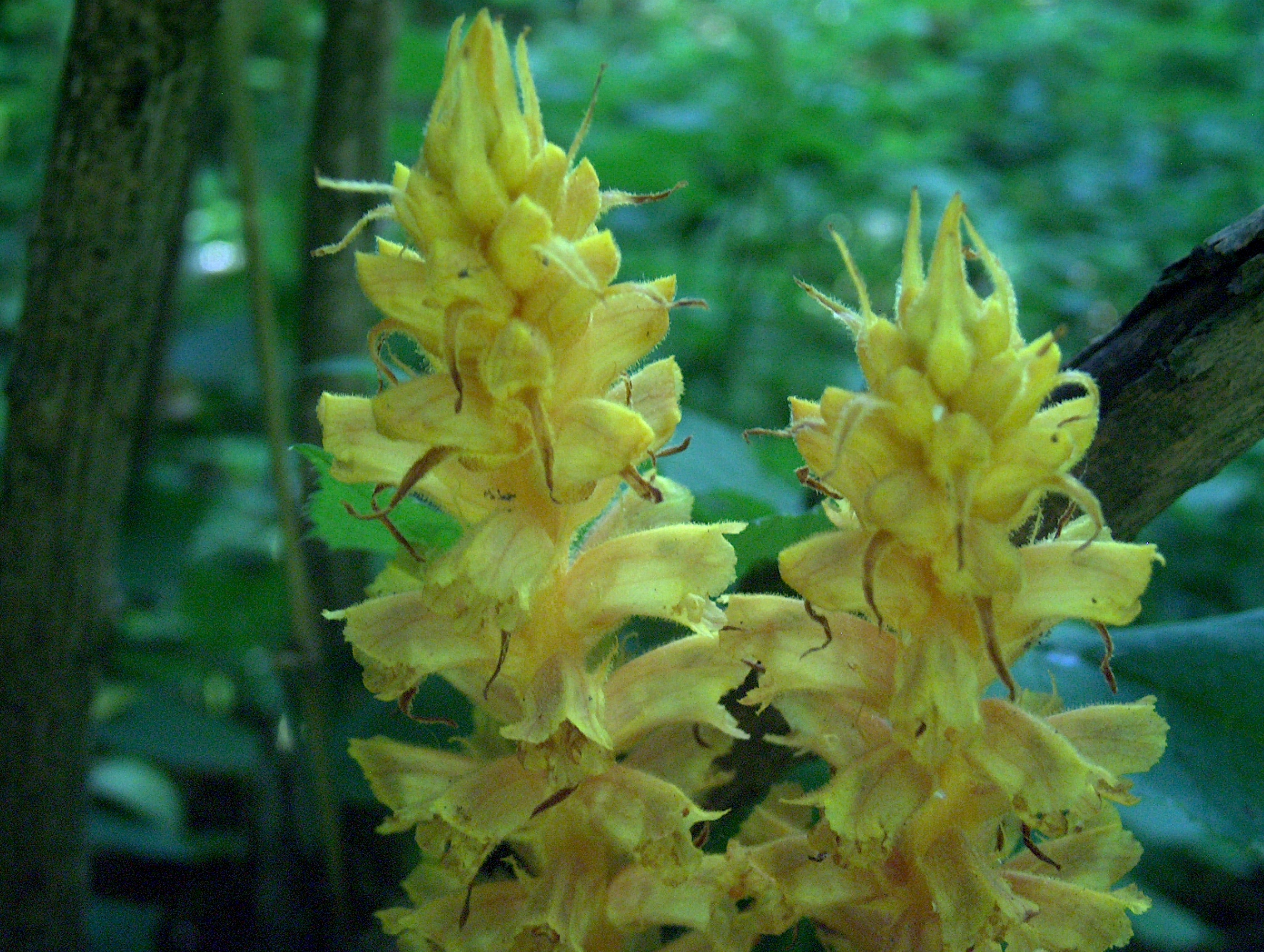
Infiorescenze

Le infiorescenze sono a forma di spiga o racemo più o meno denso. Le brattee dell'infiorescenza sono del tipo lesiniforme allungato; prima della fioritura formano una chioma apicale. Dimensione dell'infiorescenza: larghezza 2,5 - 3,5 cm; lunghezza 6 – 12 cm. Dimensione delle brattee: larghezza 2 – 3 mm; lunghezza 15 – 20 mm.

### Fiore
I fiori sono ermafroditi, zigomorfi (del tipo bilabiato), tetrameri, ossia con quattro verticilli (calice – corolla - androceo – gineceo) e pentameri (la corolla è a 5 parti, mentre il calice anch'esso a 5 parti spesso è ridotto). In questa specie i fiori alla base sono avvolti da 3 elementi: in posizione centrale è presente una brattea; su entrambi i lati è presente una lacinia calicina profondamente bifida (non sono presenti le bratteole). Lunghezza totale del fiore: 15 – 20 mm.
- Formula fiorale: per questa pianta viene indicata la seguente formula fiorale:[6]

X, K (4/5), [C (2+3), A 2+2], G (2), (supero), capsula
- Calice: il calice è gamosepalo a 3 parti, ossia quattro sepali saldati 2 a 2 tipo lacinie allargate ben separate o collegate alla base, più una brattea centrale. I denti del calice sono poco differenti uno dall'altro. Dimensione del calice: 6 – 12 mm.
- Corolla: la corolla, di tipo personato, è simpetala e consiste in un tubo cilindrico (non ristretto verso le fauci) terminante in un lembo bilabiato; dei due labbri quello superiore è intero e un po' retuso, mentre quello inferiore è trilobato con lobi più o meno uguali; i lobi inferiori sono cigliati. La superficie della corolla è pubescente-ghiandolare, ed è colorata di giallo brunastro. Dimensione della corolla: 15 – 20 mm.
- Androceo: l'androceo possiede quattro stami didinami (due grandi e due piccoli). I filamenti sono pelosi o quasi glabri e sono inseriti alla base della corolla. Le antere, glabre, sono disposte trasversalmente e sono provviste di due logge più o meno uguali. Le sacche polliniche hanno l'estremità inferiore a forma di freccia.[7]
- Gineceo: l'ovario è supero formato da due (o tre) carpelli ed è uniloculare; le placente sono due o quattro di tipo parietale, a volte unite al centro e portanti un numero molto elevato di ovuli. Lo stilo è del tipo filiforme e raggiunge appena le fauci della corolla; lo stigma è capitato o del tipo a 2 - 4 lobi ed è colorato di giallastro (alla fine dell'antesi è aranciato o brunastro).
- Fioritura: da giugno a agosto.

### Frutti
Il frutto è una capsula loculicida a forma più o meno ovoidale. I semi, molti e minuti dalle dimensioni quasi microscopiche, contengono un embrione rudimentale indifferenziato e composto da poche cellule; sono colorati di nero.

## Riproduzione
- Impollinazione: l'impollinazione avviene tramite insetti (impollinazione entomogama).
- Riproduzione: la fecondazione avviene fondamentalmente tramite l'impollinazione dei fiori (vedi sopra).
- Dispersione: i semi cadendo a terra sono successivamente dispersi soprattutto da insetti tipo formiche (disseminazione mirmecoria).

## Biologia
Queste piante non contengono clorofilla per cui possiedono organi specifici per nutrirsi della linfa di altre piante. Le loro radici infatti sono provviste di uno o più austori connessi alle radici ospiti per ricavare sostanze nutritive. Inoltre il parassitismo di Orobanche lucorum è tale per cui anche i semi per germogliare hanno bisogno della presenza delle radici della pianta ospite; altrimenti le giovani piantine sono destinate ad una precoce degenerazione.
In genere questa specie è parassita della specie Berberis vulgaris.

## Distribuzione e habitat

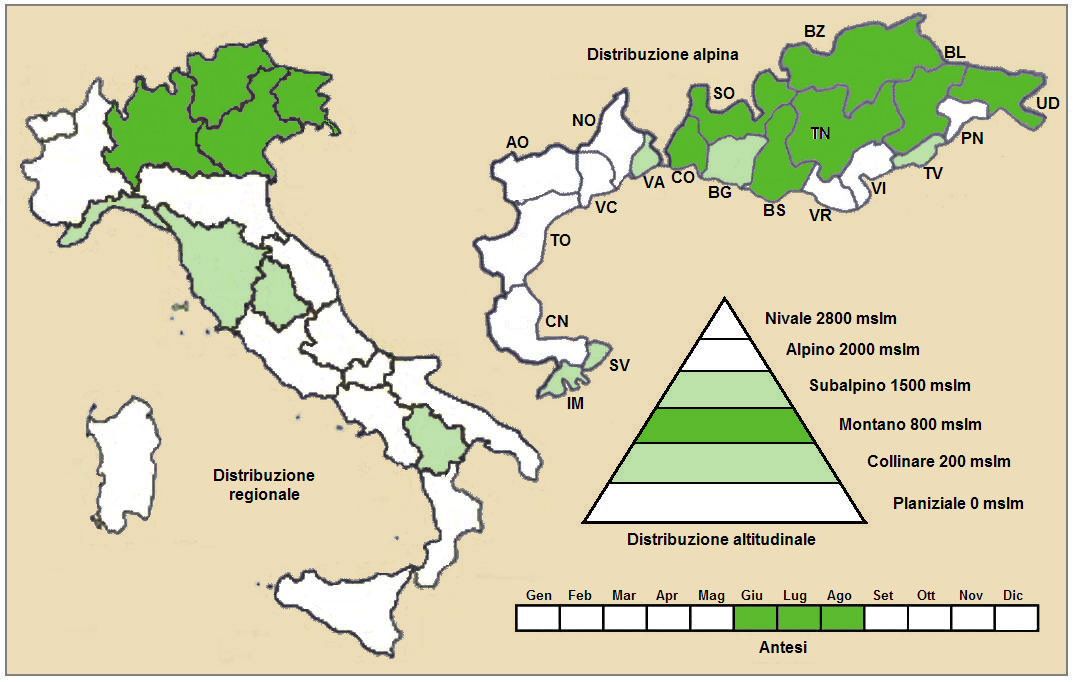
Distribuzione della pianta
(Distribuzione regionale – Distribuzione alpina)

- Geoelemento: il tipo corologico (area di origine) è Endemico - Est Alpico ma anche Appenninico.
- Distribuzione: in Italia è una specie comune ma ha una distribuzione discontinua. Nelle Alpi occupa una posizione centrale; non è presente in Francia, in Svizzera si trova nei cantoni Vallese e Grigioni, in Austria si trova nel Länder del Tirolo Settentrionale, Salisburgo e Carinzia.[13] Nel resto dell'Europa è distribuita soprattutto nella parte occidentale.[14]
- Habitat: l'habitat tipico sono le aree frequentate dalle specie parassitate (vedi il paragrafo "Biologia"); ma anche i tagli forestali, le schiarite dei boschi, gli arbusteti meso-termofili, i pioppeti, gli ontaneti, i frassineti e i saliceti arborei. Il substrato preferito è calcareo ma anche siliceo con pH neutro, alti valori nutrizionali del terreno che deve essere mediamente umido.[13]
- Distribuzione altitudinale: sui rilievi queste piante si possono trovare da 300 fino a 1500 m s.l.m.; frequentano quindi i seguenti piani vegetazionali: montano e in parte quello collinare e quello subalpino.

### Fitosociologia
Dal punto di vista fitosociologico Orobanche lucorum appartiene alla seguente comunità vegetale:
Formazione : comunità arbustive.
Classe : Crataego-Prunetea
Ordine : Prunetalia spinosae
Alleanza: Berberidion vulgaris

## Tassonomia
La famiglia di appartenenza della specie (Orobanchaceae) comprende soprattutto piante erbacee perenni e annuali semiparassite (ossia contengono ancora clorofilla a parte qualche genere completamente parassita) con uno o più austori connessi alle radici ospiti. È una famiglia abbastanza numerosa con circa 60 - 90 generi e oltre 1700 - 2000 specie (il numero dei generi e delle specie dipende dai vari metodi di classificazione) distribuiti in tutti i continenti.
La classificazione del genere Orobanche è problematica in quanto le varie specie differiscono una dall'altra per piccoli caratteri soprattutto nella forma del calice-corolla e per i vari colori delle parti floreali che presto tendono al bruno appena la pianta "entra" nel secco. Molte specie hanno una grande specificità dell'apparato radicale per cui una possibile distinzione è possibile tramite l'individuazione della pianta parassitata (vedi il paragrafo "Biologia").

### Filogenesi
Secondo una recente ricerca di tipo filogenetico la famiglia Orobanchaceae è composta da 6 cladi principali nidificati uno all'interno dell'altro. Il genere Orobanche si trova nel terzo clade (relativo alla tribù Orobancheae) insieme ai generi Boschniakia C. A. Mey. ex Bong. 1833, Cistanche Hoffmans. & Link 1809, Conopholis
Wallr.1825, Epifagus Nutt. 1818, Eremitilla Yatsk. & J. L. Contr., 2009, Kopsiopsis (Beck) Beck 1930, Mannagettaea Harry Sm.
1933. Orobanche è monofiletico e rappresenta il core del clade ed è “gruppo fratello” del genere Mannagettaea e quindi di tutto il resto del gruppo.
All'interno del genere Orobanche la specie Orobanche lucorum appartiene alla sezione Orobanche L. caratterizzata soprattutto dalla forma del calice a tre parti ossia quattro sepali saldati 2 a 2 tipo lacinie ben separate o collegate alla base, più una brattea. L'altra sezione presente in Italia (Trionychon Wallr.) è caratterizzata dal calice diviso in 5 parti: in posizione centrale è presente una brattea, mentre su entrambi i lati sono presenti una bratteola lineare e una lacinia calicina profondamente bifida.
Il numero cromosomico di O. lucorum è: 2n = 38.

### Sinonimi
Questa entità ha avuto nel tempo diverse nomenclature. L'elenco seguente indica alcuni tra i sinonimi più frequenti:
- Orobanche rubi Duby
- Orobanche lucorum var. rubi (Duby) Beck

## Altre notizie
L'orobanche del crespino in altre lingue è chiamata nei seguenti modi:
- (DE)  Hain-Sommerwurz o Hain-Würger
- (FR)  Orobanche de l'épine-vinette